# Torquato Neto
Torquato Pereira de Araújo Neto (Teresina, 9 de novembre de 1944 – Rio de Janeiro, 10 de novembre de 1972) va ser un periodista, poeta i lletrista brasiler. És conegut per les seves creacions dintre del moviment tropicalista, que més tard s'expandiria per tota la música popular brasileira. Va suïcidar-se amb 28 anys.

## Biografia
Neto era el fill d'un fiscal i una mestra de primària de Teresina, la capital de Piauí, a la regió nord-est del país. Als 16 anys, va traslladar-se a Salvador, Bahia, per estudiar al Colégio Nossa Senhora da Vitória, on va coincidir amb Gilberto Gil. Allà també va conèixer Glauber Rocha, a qui va de fer d'assistent mentre filmava el primer llargmetratge, Barravento, de 1961.
Neto es va implicar activament en l'escena cultural de Salvador, on va conèixer Caetano Veloso, Gal Costa i Maria Bethânia. El 1962 es va traslladar a Rio de Janeiro per estudiar periodisme a la universitat, però mai es va graduar. Va escriure columnes sobre cultura per a diverses publicacions d'allà. Torquato va actuar com a agent cultural i defensor polèmic de les avantguardes artístiques, com Tropicalia, Cinema Marginal i Concretisme. Va fer-se amic de diverses figures importants d'aquests moviments, com ara els músics esmentats anteriorment, els poetes Décio Pignatari i Augusto i Haroldo de Campos, el cineasta Ivan Cardoso i l'artista Hélio Oiticica. En aquesta època, Neto va arribar a ser vist com una figura del tropicalisme, després d'haver escrit el breviari Tropicalismo para principiantes, on defensava la necessitat de crear un pop genuïnament brasiler. Calia «acceptar completament tot el que la vida dels tròpics pot donar, sense prejudicis d'ordre estètic». Neto també va ser un important lletrista de cançons icòniques del moviment tropicalista.
A finals dels anys seixanta, després de l'exili dels seus amics Gil i Caetano forçats per la dictadura militar, va viatjar a Europa i als Estats Units amb la seva dona Ana Maria i va viure un breu període a Londres. Torna al Brasil a començaments de 1970, amb la dona embarassada. L'únic fill de la parella, naixeria el 27 de març. Comença a treballar en el cinema experimental, enregistrat en Super-8, que ell anomena "cinema en llibertat"; tant en la faceta d'actor com de director.
L'artista, que havia patit episodis depressius en el seu periple europeu, va començar a aïllar-se, sentint-se alienat tant pel règim militar com per les "patrulles ideològiques" de l'esquerra. Va passar per una sèrie d'hospitalitzacions per alcoholisme i va trencar diverses amistats. Neto es va suïcidar la matinada del 10 de novembre de 1972, després de celebrar una festa pel seu 28è aniversari, deixant el gas obert en una habitació tancada.

## Obra

### Literatura
- Os Últimos Dias de Paupéria (org.: Ana Maria Silva Duarte e Waly Salomão). Rio de Janeiro: Max Limonad, 1984.
- Torquatália - do Lado de Dentro: Obra Reunida de Torquato Neto (vol. 1) (org. : Paulo Roberto Pires). Rio de Janeiro: Editora Rocco, 2005.

Torquatália - Geléia Geral: Obra Reunida de Torquato Neto (vol. 2) (org. : Paulo Roberto Pires). Rio de Janeiro: Editora Rocco, 2005.

### Música
- Tropicalia ou Panis et Circencis (1968) - Philips
- Os últimos dias de Paupéria (1973) - Eldorado
- Todo dia é dia D (2002) - Dubas

### Cinema
| Títol                            | Any  | Rol                                         |
| -------------------------------- | ---- | ------------------------------------------- |
| Nosferatu no Brasil              | 1970 | Actor (dir: Ivan Cardoso)                   |
| Terror da Vermelha               | 1972 | Actor i director                            |
| Adão e Eva do Paraíso ao Consumo | 1972 | Actor (dir: Edmar Oliveira i Carlos Galvão) |